# Stomphia selaginella
Stomphia selaginella är en havsanemonart som först beskrevs av Stephenson 1918.  Stomphia selaginella ingår i släktet Stomphia och familjen Actinostolidae. Inga underarter finns listade i Catalogue of Life.